# Pontocythere granulata
Pontocythere granulata is een mosselkreeftjessoort uit de familie van de Cushmanideidae. De wetenschappelijke naam van de soort is voor het eerst geldig gepubliceerd in 1981 door Guan.